# L'Amour vainqueur
L'Amour vainqueur est une pièce de théâtre chanté  d'Olivier Py créée en 2019 à La Fabrica lors du Festival d'Avignon. Il s'agit d'une adaptation du conte Demoiselle Maleen des frères Grimm.

## Argument
À l'aube de la guerre, une princesse amoureuse d'un prince est enfermée par son père dans une tour.

## Distribution
- Clémentine Bourgoin
- Pierre Lebon
- Flannan Obé
- Antoni Sykopoulos

## Accueil
Guillaume Tion pour Libération estime que la pièce « séduit par l'engagement de ses chanteurs et sa fausse noirceur ».